# Kleine zandkool
De kleine zandkool (Diplotaxis muralis) is een eenjarige of tweejarige plant. De plant kan ook enkele jaren als overblijvende plant overleven. De kleine zandkool behoort tot de kruisbloemenfamilie (Cruciferae oftewel Brassicaceae). Het aantal chromosomen is 2n = 42.
De kleine zandkool komt voor in Zuidwest- Zuid-, Zuidoost- en Midden-Europa, Noord-Afrika en Klein-Azië.

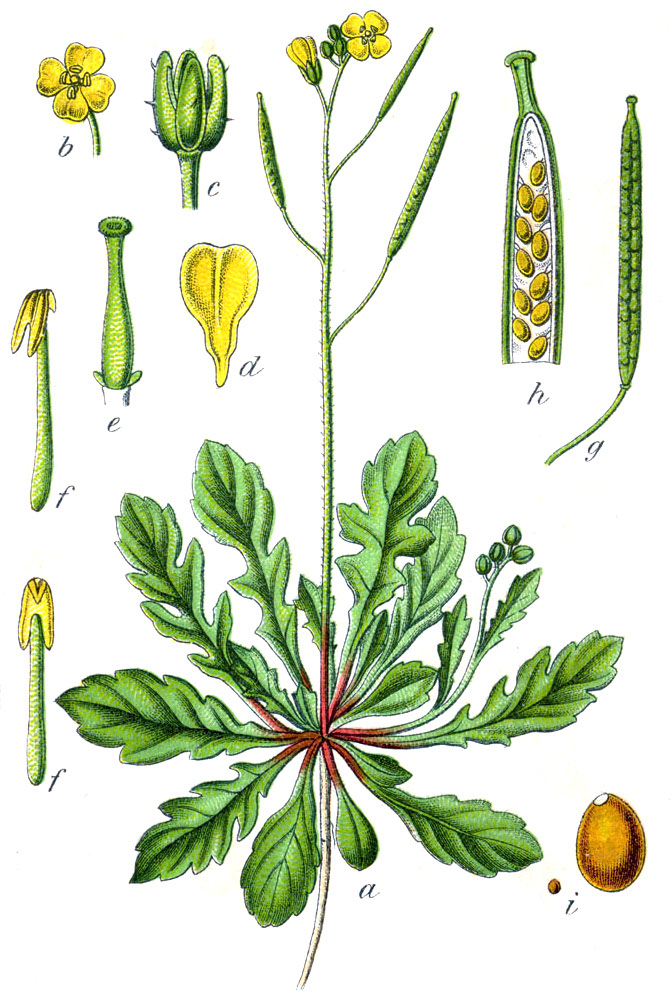
Illustratie

De plant wordt 20-50 (5-60) cm hoog en heeft een dunne penwortel. De plant is aan de basis vertakt. De stengel is kaal of aan de basis behaard met teruggebogen, enkelvoudige haren. Bij het stukwrijven van de stengel ontstaat er een rotte-eierenlucht.
De bladeren zijn vaak aan de voet van de plant rozetvormig gerangschikt en aan de stengel kunnen enkele verspreid staande bladeren zitten. De grondbladeren hebben een lichtgroene kleur en zijn kaal of iets behaard met korte haren. De bladeren zijn geveerd tot veerspletig met twee tot zes lijn- tot eironde bladslippen die kleiner zijn dan de eindslippen. Als er stengelbladeren aanwezig zijn dan zijn ze kleiner dan de grondbladeren, zittend en niet geoord met een getande of gladde bladrand. De elliptische, spatelvormige of smal eironde bladschijf versmalt naar de bladsteel en is 2-9 cm lang en 1-3 cm breed. De bladrand is meestal gegolfd en getand.
De kleine zandkool bloeit van mei tot oktober met een armbloemige, trosvormige bloeiwijze. De tweeslachtige bloemen zijn viertallig. De vier kelkbladeren zijn ongeveer 3,5-5,5 mm lang met aan het bovenste gedeelte enkele haren of ze zijn helemaal kaal. De vier gele kroonbladeren zijn 6-8 mm (4,5-10 mm) lang en 4-5 mm breed. Ze zijn omgekeerd eirond met een kielvormige tot klauwachtige voet. Er zijn zes, 3,5-6 mm lange meeldraden met 1,5-2 mm lange helmhokjes. De gedrongen, snavelachtige stijl is 1,5-3 (1-3,5) mm lang en eindigt in een enkelvoudige stempel.
De opstijgende of gespreid staande, dunne, rechte, kale vruchtsteel is meestal 8-14 (3-30) mm lang. De stamperdrager (gynofoor) is 0,2-0,5 mm lang. De iets samengedrukte hauwen zijn 25-40 (15-45) mm lang en zijn 1,5-2,5 mm dik. In een hauw zitten 20 tot 36 zaden. De eivormige tot ellipsoïde zaden zitten in twee rijen. Ze zijn 0,9-1,3 mm lang en 0,6-0,9 mm in doorsnede.

## Voorkomen
De plant komt voor langs wegen, bosschages, spoorwegen, in de duinen, op zeedijken en op muren. De voorkeur gaat uit naar een losse, droge, matig voedselrijke en vaak kalkhoudende bodem.